# 冬時間のパリ
『冬時間のパリ』（ふゆじかんのパリ、Doubles Vies）は2018年のフランスのコメディドラマ映画。
監督・脚本はオリヴィエ・アサヤス、出演はジュリエット・ビノシュとギヨーム・カネなど。
パリで暮らす2組の夫婦の間で生じるもつれた恋愛騒動を軽妙に描いた群像喜劇。
原題の「Doubles Vies」はフランス語で「二重生活」の意味。
2018年8月から9月まで開催された第75回ヴェネツィア国際映画祭のコンペティション部門に出品された。
日本では2018年10月から11月まで開催された第31回東京国際映画祭において『ノン・フィクション』のタイトルで上映された後、2019年12月20日から『冬時間のパリ』のタイトルで一般劇場公開された。

## ストーリー
印刷本から電子書籍へと、移りゆく時代の波に適応すべく懸命の出版業界を舞台に、パリで暮らす2組の夫婦の間で生じるもつれた不倫愛の行方を軽妙洒脱な語り口で活写している。

## キャスト
- セレナ・ダニエルソン: ジュリエット・ビノシュ - 人気テレビシリーズに出演中の女優。
- アラン・ダニエルソン: ギヨーム・カネ - 敏腕編集者。セレナの夫。
- レオナール・シュピーゲル: ヴァンサン・マケーニュ - アランが担当している友人の作家。セレナと6年間不倫中。
- ロール・ダンジェルヴィル: クリスタ・テレ - アランの部下でデジタル担当。アランと不倫中。両性愛者。
- ヴァレリー: ノラ・アムザウィ（フランス語版） - 政治家秘書。レオナールの妻。
- マルク＝アントワーヌ・ルーヴェル: パスカル・グレゴリー - アランが勤める老舗出版社のオーナー[7]。

## 製作
当初のタイトルは『E-book』であったが、脚本・監督のオリヴィエ・アサヤスは「ちょっと専門的すぎて冷たすぎると思ってやめた」とインタビューで述べている。
また、アサヤスは脚本の執筆に2年を費やしている。
撮影はパリで行われた。

## 作品の評価
アロシネによれば、27のフランスのメディアによる評価の平均点は5点満点中3点である。
Rotten Tomatoesによれば、批評家の一致した見解は「優れた演技と鋭い脚本による『冬時間のパリ』で、脚本・監督のオリヴィエ・アサイヤスが古典的過去作品を模倣しながらも全く新鮮さを失うことなくコメディの流れを作っていることがわかる。」であり、149件の評論のうち高評価は87%にあたる129件で、平均点は10点満点中7.2点となっている。
Metacriticによれば、29件の評論のうち、高評価は26件、賛否混在は3件、低評価はなく、平均点は100点満点中78点となっている。